# Emmental (valle)
La Emmental (toponimo tedesco; in dialetto bernese: Ämmitau; in francese: Vallée de l'Emme; in italiano: Valle dell'Emme) è una valle del Canton Berna in Svizzera, percorsa dal fiume Emme.
Dalla valle ha preso il nome il formaggio Emmentaler. Vi sono vari musei nazionali come il Museo Franz Gertsch, il Museo della cetra o il Museo delle tradizioni popolari ed anche esposizioni regionali: il museo Chüechlihus o la Kulturmühle.